# Dampfwalze

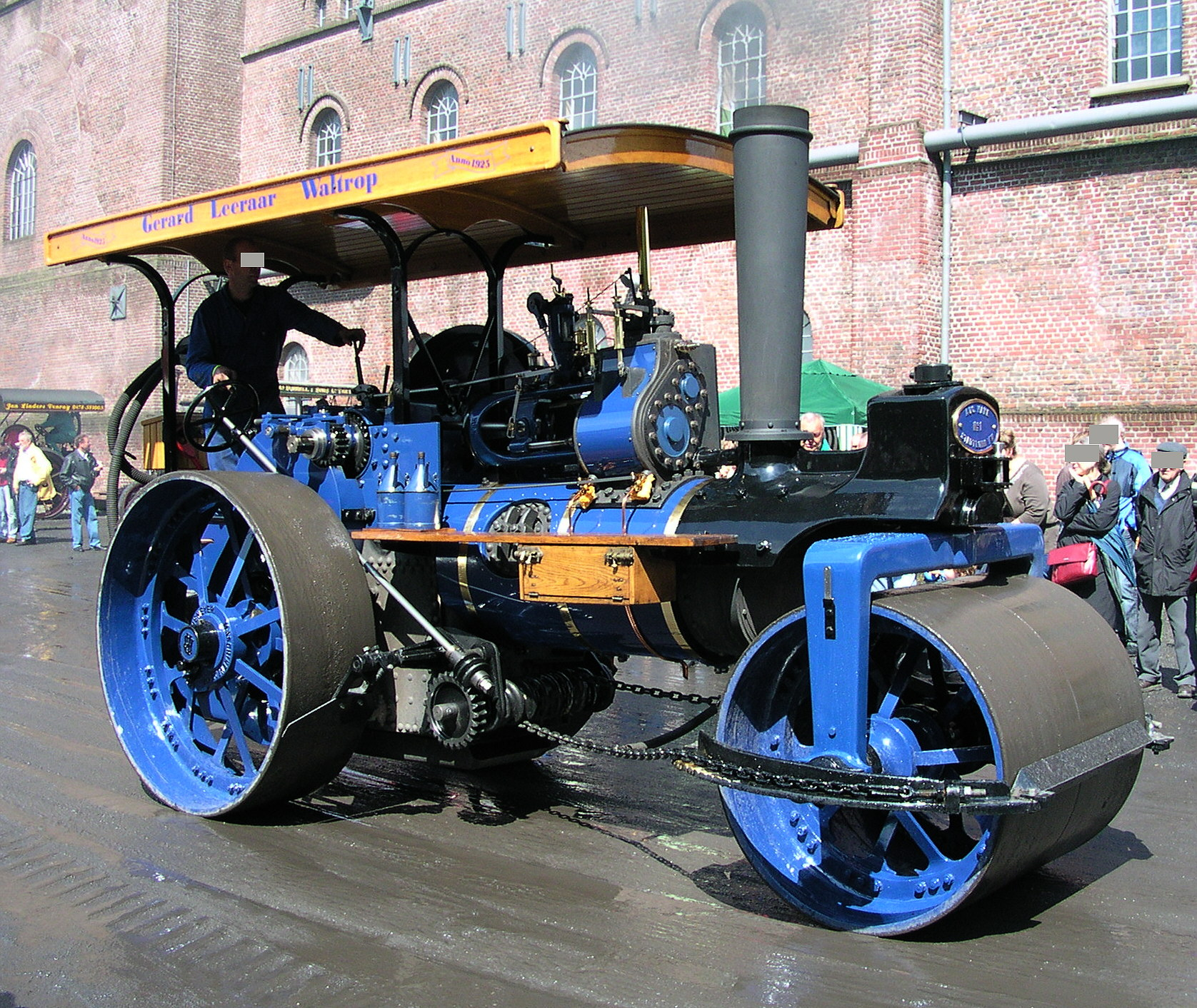
Dampfwalze der Firma B. Ruthemeyer, Baujahr 1925

Eine Dampfwalze ist eine Walze für den Tief- und Straßenbau, die durch Dampfkraft mittels einer Dampfmaschine angetrieben ist. Sie besorgt das statische Verdichten der Straßendecke unmittelbar nach deren Einbau durch die Last des Fahrzeugs.

## Geschichte

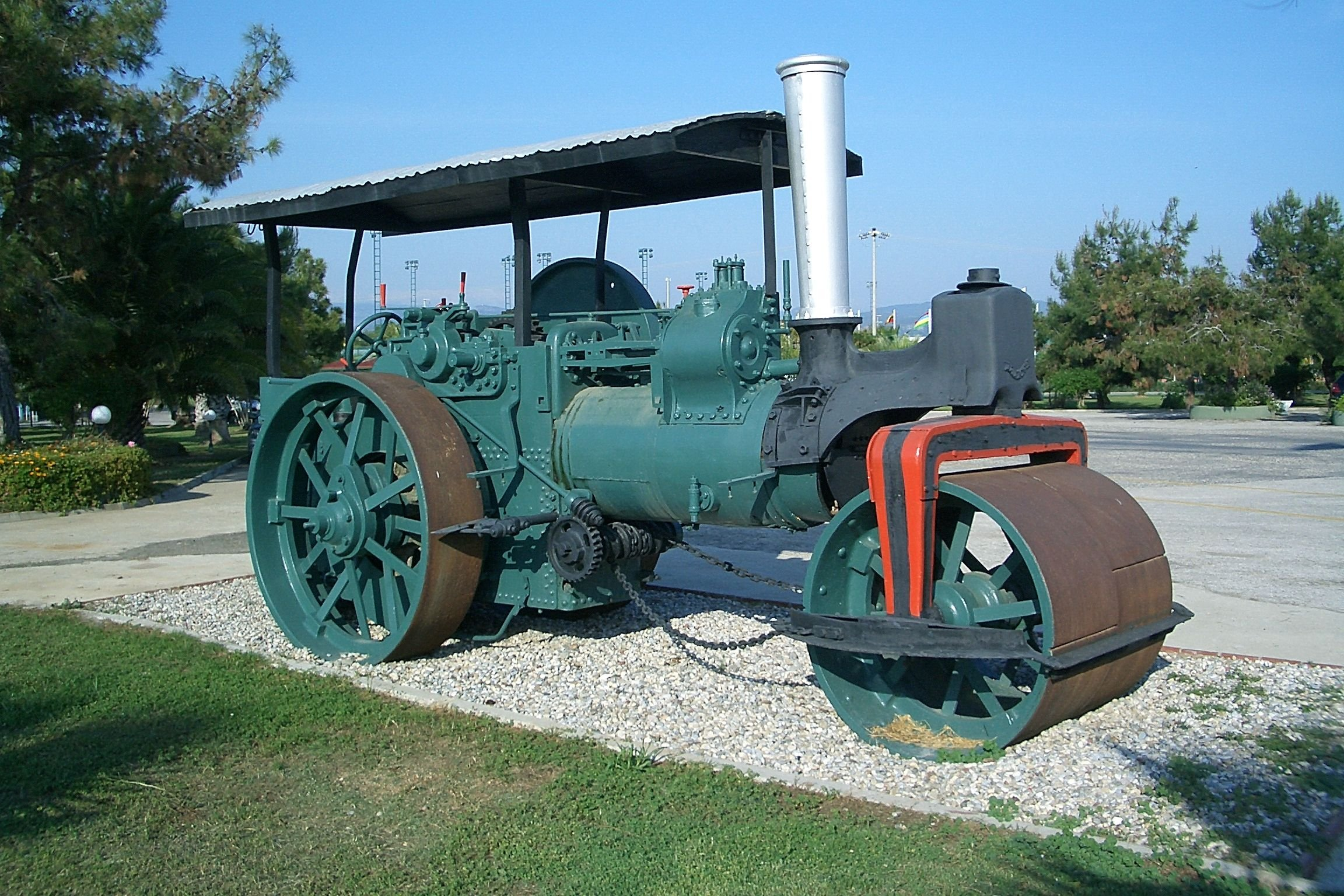
Dampfwalze des britischen Herstellers Aveling and Porter, etwa 1902

Dampfwalzen wurden in den frühen 1860er Jahren entwickelt und erfolgreich eingesetzt. Sie markierten den Schritt zur Industrialisierung und ersetzten die zuvor eingesetzten, meist von Pferden gezogenen Walzen. Durch ihre sprichwörtliche Kraft („wie eine Dampfwalze“) und das weit höhere Gewicht erreichten sie eine bessere Verdichtung des Untergrundes. Dampfwalzen wurden aber nicht nur als Verdichtungsgerät verwendet, sondern erledigten vielerlei Zug- und Transportaufgaben auf den Baustellen, da andere motorgetriebene Zugmaschinen noch nicht vorhanden waren.
Ihre Hochzeit hatten Dampfwalzen um die Wende vom 19. ins 20. Jahrhundert. Bis Mitte des 20. Jahrhunderts wurden Dampfwalzen zunehmend durch Walzen mit Dieselmotor-Antrieb verdrängt, die um 1910 entwickelt wurden. Einige Dampfwalzen waren aber bis in die 1970er Jahre weiterhin im kommerziellen Einsatz.
Heute sind Dampfwalzen überwiegend in Museen zu besichtigen. Einige wenige betriebstüchtige Exemplare werden von Liebhabern der Dampftechnik gepflegt und auf entsprechenden Schauveranstaltungen vorgeführt.

## Technik
Die Dampfwalzen sind im Prinzip selbstfahrende Lokomobile, bei denen die Räder durch Walzen ersetzt sind. Weil die vordere, durchgehende Walze nicht unter der Rauchkammer angeordnet werden konnte, wurde sie an einem Rauchkammervorbau befestigt.
Das Fahrgestell der Dampfwalze bestand aus Langkessel, dem Stehkessel hinten, sowie der Rauchkammer und dem Vorbau vorne, die miteinander fest verbunden waren. Hinten waren die Hinterachse, das Führerhaus und der Tender am Stehkessel angebracht. Der Antrieb erfolgt mit Hilfe einer ein- oder mehrzylindrigen Antriebs-Dampfmaschine und einem hinten liegenden Schwungrad. Dazwischen befindet sich das Gestänge des Geschwindigkeitsreglers. Der Antrieb der Hinterräder erfolgt mittels dreier Übersetzungen, deren erste Stufe im Normalfall über zwei Gänge verfügt. Die Lenkung erfolgt mittels eines Schneckengetriebes und einer auf die Vorderwalze wirkenden Kette. Oft ist eine auf das Schwungrad wirkende Klotzbremse angebracht.

Technische Details der Dampfmaschine Aveling & Porter aus Rochester, Baujahr etwa 1902
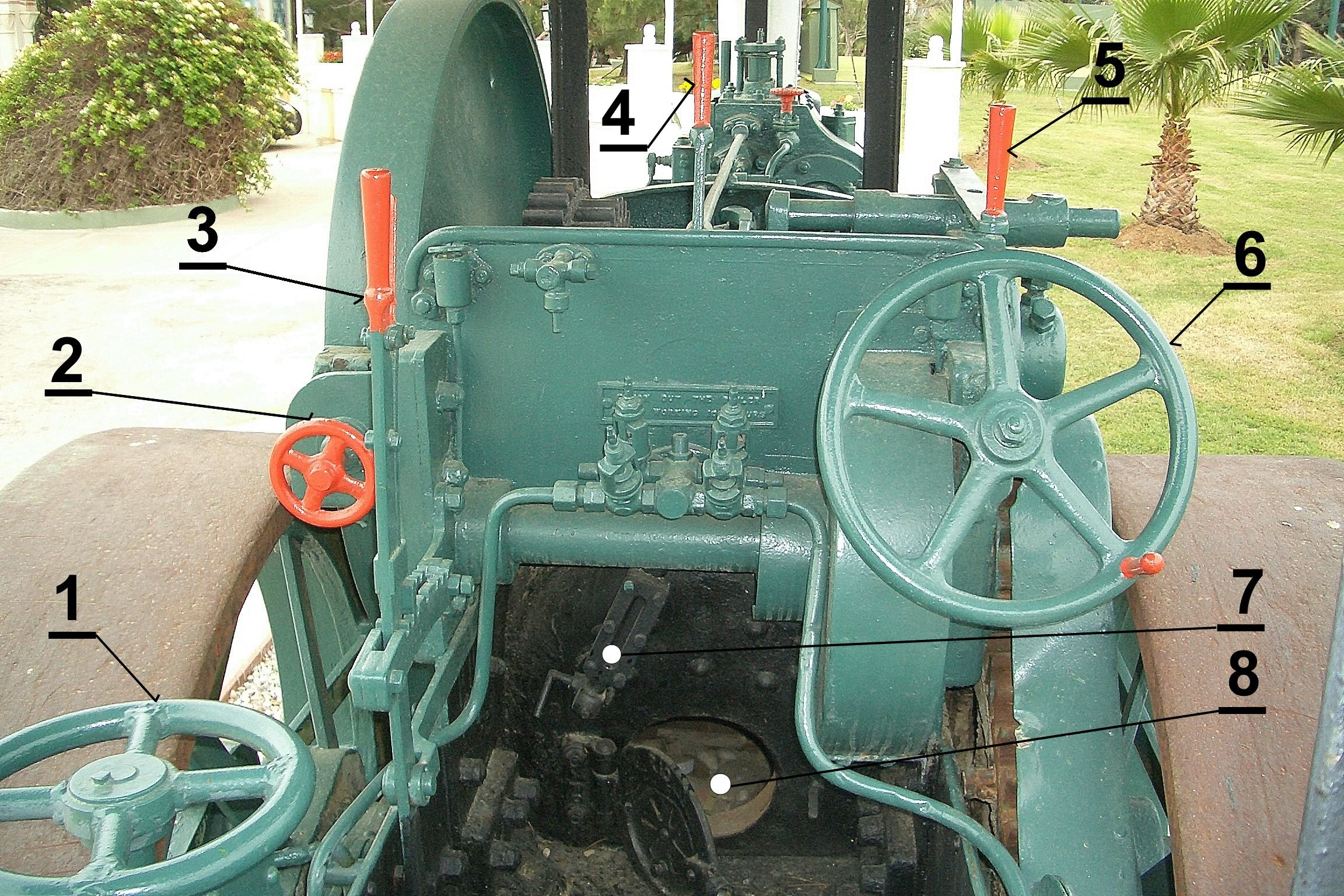
Ansicht Führerhaus 1 Bremsrad (dient als Betriebs- und Feststellbremse) 2 Handrad der Dampfmaschinenbremse 3 Hebel der Umsteuerung (Vorwärts-Rückwärts) 4 Hebel des Geschwindigkeitsreglers 5 Schalthebel (links erster Gang, Mitte Leerlauf, rechts zweiter Gang) 6 Lenkrad 7 Schauglas der Wasserstandsanzeige 8 Feuerloch
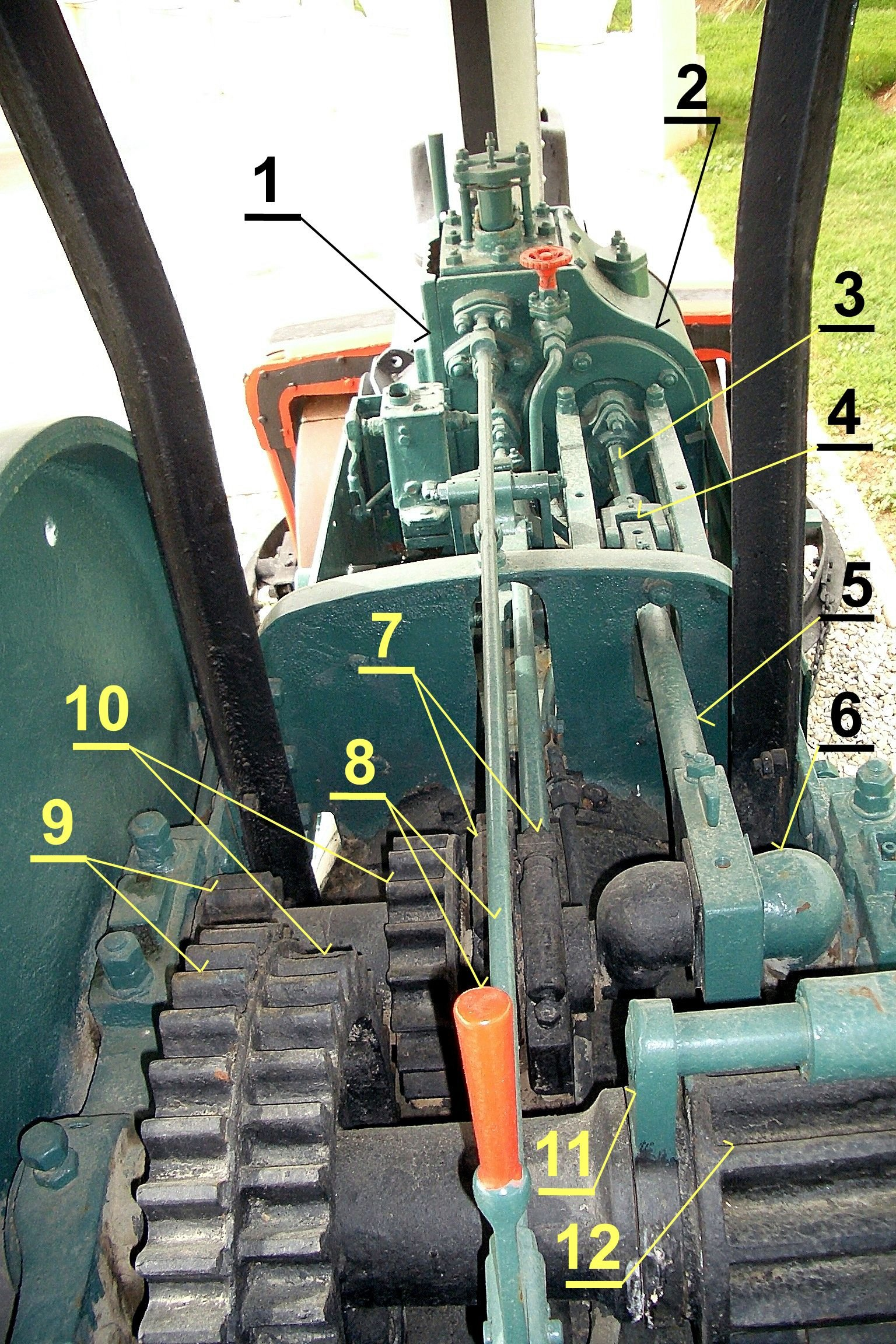
Ansicht Dampfmaschine 1 Steuergehäuse (Schieberkasten) 2 Dampfzylinder 3 Kolbenstange 4 Kreuzkopf 5 Pleuel 6 Kurbelwelle 7 Antrieb der Schiebersteuerung 8 Hebel und Gestänge des Geschwindigkeitsreglers 9 Zahnradpaar des ersten Gangs (erste Übersetzung) 10 Zahnradpaar des zweiten Gangs 11 Schaltgabel 12 Ritzel der zweiten Übersetzung

- Ansicht Führerhaus
1 Bremsrad (dient als Betriebs- und Feststellbremse)
2 Handrad der Dampfmaschinenbremse
3 Hebel der Umsteuerung (Vorwärts-Rückwärts)
4 Hebel des Geschwindigkeitsreglers
5 Schalthebel (links erster Gang, Mitte Leerlauf, rechts zweiter Gang)
6 Lenkrad
7 Schauglas der Wasserstandsanzeige
8 Feuerloch
- Ansicht Dampfmaschine
1 Steuergehäuse (Schieberkasten)
2 Dampfzylinder
3 Kolbenstange
4 Kreuzkopf
5 Pleuel
6 Kurbelwelle
7 Antrieb der Schiebersteuerung
8 Hebel und Gestänge des Geschwindigkeitsreglers
9 Zahnradpaar des ersten Gangs (erste Übersetzung)
10 Zahnradpaar des zweiten Gangs
11 Schaltgabel
12 Ritzel der zweiten Übersetzung

## Hersteller

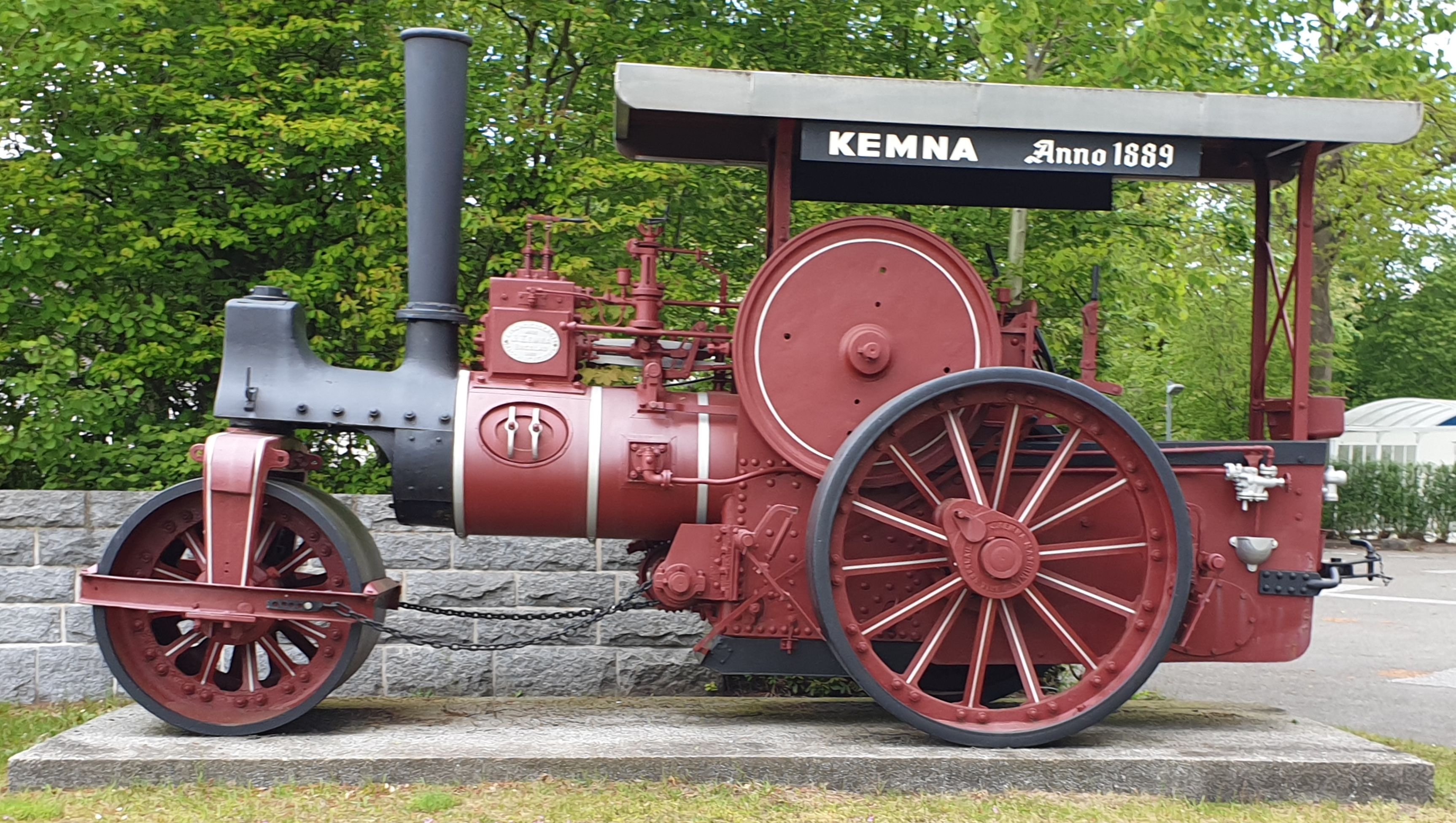
Eine „Kemna“-Dampfwalze

Dampfwalzen wurden in England entwickelt, und englische Hersteller wie Aveling & Porter, John Fowler & Co., Marshall, Sons & Co. oder Wallis & Steevens waren lange Zeit führend in Europa und der Welt.
In den Vereinigten Staaten war die Buffalo-Springfield Company der bekannteste von vielen Herstellern. In Europa wurden Dampfwalzen neben dem Vereinigten Königreich vor allem in Tschechien, Schweden, Deutschland und in den Niederlanden hergestellt.
Bekannte deutsche Hersteller waren Kemna, Ruthemeyer, Zettelmeyer, Henschel, Maffei, Lanz oder Kaelble.